# Dorothea Douglass Chambers
Pour les articles homonymes, voir Douglass et Chambers.
Dorothea Katherine Douglass Lambert ou Dorothea Douglass, née le 3 septembre 1878 à Ealing en Angleterre et morte le 7 janvier 1960 à Kensington, est une joueuse de tennis britannique.
Elle est aussi connue sous son nom de femme mariée, Dorothea Douglass Chambers.
En 1908, elle a décroché la médaille d'or en simple dames aux Jeux olympiques de Londres face à sa compatriote Dora Boothby.
Elle s'est imposée sept fois en simple à Wimbledon, la dernière en 1914 en tant que mère de famille (performance seulement égalée par Evonne Goolagong en 1980).
En 1919, elle a disputé et perdu contre Suzanne Lenglen une finale longue de quelque quarante-quatre jeux (8-10, 6-4, 7-9), non sans avoir pourtant obtenu deux balles de match.
Dorothea Douglass a été capitaine de l'équipe britannique de Wightman Cup en 1925 et 1926.
En 1928, elle ouvre son école de tennis et devient professeur.
Elle est membre du International Tennis Hall of Fame depuis 1981.

## Palmarès (partiel)

### Titres en simple dames
| No | Date       | Nom et lieu du tournoi         | Catégorie     | Surface      | Finaliste              | Score         |          |
| -- | ---------- | ------------------------------ | ------------- | ------------ | ---------------------- | ------------- | -------- |
| 1  | ??/06/1903 | The Championships, Wimbledon   | G. Chelem     | Gazon (ext.) | Ethel Thomson Larcombe | 4-6, 6-4, 6-2 |          |
| 2  | ??/06/1904 | The Championships, Wimbledon   | G. Chelem     | Gazon (ext.) | Charlotte Cooper       | 6-0, 6-3      |          |
| 3  | ??/06/1906 | The Championships, Wimbledon   | G. Chelem     | Gazon (ext.) | May Sutton             | 6-3, 9-7      |          |
| 4  | 06/07/1908 | Jeux olympiques d'été, Londres | J. olympiques | Gazon (ext.) | Dora Boothby           | 6-1, 7-5      | Parcours |
| 5  | ??/06/1910 | The Championships, Wimbledon   | G. Chelem     | Gazon (ext.) | Dora Boothby           | 6-2, 6-2      |          |
| 6  | ??/06/1911 | The Championships, Wimbledon   | G. Chelem     | Gazon (ext.) | Dora Boothby           | 6-0, 6-0      |          |
| 7  | 23/06/1913 | The Championships, Wimbledon   | G. Chelem     | Gazon (ext.) | Winifred McNair        | 6-0, 6-4      |          |
| 8  | 22/06/1914 | The Championships, Wimbledon   | G. Chelem     | Gazon (ext.) | Ethel Thomson Larcombe | 7-5, 6-4      |          |

### Finales en simple dames
| No | Date       | Nom et lieu du tournoi       | Catégorie | Surface      | Vainqueure      | Score          |  |
| -- | ---------- | ---------------------------- | --------- | ------------ | --------------- | -------------- |  |
| 1  | ??/06/1905 | The Championships, Wimbledon | G. Chelem | Gazon (ext.) | May Sutton      | 6-3, 6-4       |  |
| 2  | ??/06/1907 | The Championships, Wimbledon | G. Chelem | Gazon (ext.) | May Sutton      | 6-1, 6-4       |  |
| 3  | 23/06/1919 | The Championships, Wimbledon | G. Chelem | Gazon (ext.) | Suzanne Lenglen | 10-8, 4-6, 9-7 |  |
| 4  | 21/06/1920 | The Championships, Wimbledon | G. Chelem | Gazon (ext.) | Suzanne Lenglen | 6-3, 6-0       |  |

### Finales en double dames
| No | Date       | Nom et lieu du tournoi      | Catégorie | Surface      | Vainqueures                    | Partenaire             | Score         |  |
| -- | ---------- | --------------------------- | --------- | ------------ | ------------------------------ | ---------------------- | ------------- |  |
| 1  | 23/06/1913 | The Championships Wimbledon | G. Chelem | Gazon (ext.) | Winifred McNair Dora Boothby   | Charlotte Cooper       | 4-6, 2-4, ab. |  |
| 2  | 23/06/1919 | The Championships Wimbledon | G. Chelem | Gazon (ext.) | Suzanne Lenglen Elizabeth Ryan | Ethel Thomson Larcombe | 4-6, 7-5, 6-3 |  |
| 3  | 21/06/1920 | The Championships Wimbledon | G. Chelem | Gazon (ext.) | Suzanne Lenglen Elizabeth Ryan | Ethel Thomson Larcombe | 6-4, 6-0      |  |

### Finale en double mixte
| No | Date       | Nom et lieu du tournoi      | Catégorie | Surface      | Vainqueures                    | Partenaire       | Score    |  |
| -- | ---------- | --------------------------- | --------- | ------------ | ------------------------------ | ---------------- | -------- |  |
| 1  | 23/06/1919 | The Championships Wimbledon | G. Chelem | Gazon (ext.) | Elizabeth Ryan Randolph Lycett | Albertem Prebble | 6-0, 6-0 |  |

## Parcours en Grand Chelem (partiel)
Si l’expression « Grand Chelem » désigne classiquement les quatre tournois les plus importants de l’histoire du tennis, elle n'est utilisée pour la première fois qu'en 1933, et n'acquiert la plénitude de son sens que peu à peu à partir des années 1950.

### En simple dames
| Année | - | - | Championnat de France | Championnat de France | Wimbledon | Wimbledon        | US National | US National |
| ----- | - | - | --------------------- | --------------------- | --------- | ---------------- | ----------- | ----------- |
| 1903  | - | - | -                     | -                     | Victoire  | Ethel Thomson    | -           | -           |
| 1904  | - | - | -                     | -                     | Victoire  | Charlotte Cooper | -           | -           |
| 1905  | - | - | -                     | -                     | Finale    | May Sutton       | -           | -           |
| 1906  | - | - | -                     | -                     | Victoire  | May Sutton       | -           | -           |
| 1907  | - | - | -                     | -                     | Finale    | May Sutton       | -           | -           |
| 1910  | - | - | -                     | -                     | Victoire  | Dora Boothby     | -           | -           |
| 1911  | - | - | -                     | -                     | Victoire  | Dora Boothby     | -           | -           |
| 1913  | - | - | -                     | -                     | Victoire  | Winifred McNair  | -           | -           |
| 1914  | - | - | -                     | -                     | Victoire  | Ethel Thomson    | -           | -           |
| 1919  | - | - | -                     | -                     | Finale    | Suzanne Lenglen  | -           | -           |
| 1920  | - | - | -                     | -                     | Finale    | Suzanne Lenglen  | -           | -           |

À droite du résultat, l’ultime adversaire.

### En double dames
| Année | - | - | Championnat de France | Championnat de France | Wimbledon            | Wimbledon              | US National | US National |
| ----- | - | - | --------------------- | --------------------- | -------------------- | ---------------------- | ----------- | ----------- |
| 1913  | - | - | -                     | -                     | Finale C. Cooper     | W. McNair Dora Boothby | -           | -           |
| 1919  | - | - | -                     | -                     | Finale Ethel Thomson | S. Lenglen E. Ryan     | -           | -           |
| 1920  | - | - | -                     | -                     | Finale Ethel Thomson | S. Lenglen E. Ryan     | -           | -           |

Sous le résultat, la partenaire ; à droite, l’ultime équipe adverse.

### En double mixte
| Année | - | - | Championnat de France | Championnat de France | Wimbledon         | Wimbledon         | US National | US National |
| 1919  | - | - | -                     | -                     | Finale A. Prebble | E. Ryan R. Lycett | -           | -           |

Sous le résultat, le partenaire ; à droite, l’ultime équipe adverse.

## Parcours aux Jeux olympiques

### En simple dames
| # | Date       | Nom de l'olympiade             | Surface        | Résultat      | Ultime adversaire   | Score    |          |
| - | ---------- | ------------------------------ | -------------- | ------------- | ------------------- | -------- | -------- |
| 1 | 06/05/1908 | Jeux olympiques d'été, Londres | Parquet (int.) | 1/4 de finale | Märtha Adlersträhle | Forfait  | Parcours |
| 2 | 06/07/1908 | Jeux olympiques d'été, Londres | Gazon (ext.)   | Or            | Dora Boothby        | 6-1, 7-5 | Parcours |